# رون ماييرهوفر
رون ماييرهوفر (بالإنجليزية: Ron Maierhofer) هو لاعب كرة قدم أمريكي في مركز الهجوم، ولد في 1957 في الولايات المتحدة. لعب مع Cornell Big Red men's lacrosse ‏.